# Cibulkas Listen
Cibulkas Listen, in der Tschechischen Republik eingehend bekannt als Cibulkovy seznamy, sind angebliche, nicht vollständige und zum Teil fehlerhafte Listen geheimer („inoffizieller“) Mitarbeiter der tschechoslowakischen kommunistischen Geheimpolizei StB aus der Zeit vor der samtenen Revolution von 1989. Sie wurden 1992 erstmals vom ehemaligen Dissidenten Petr Cibulka veröffentlicht und sind seitdem Gegenstand kontroverser Diskussionen und mehrerer gerichtlicher Verhandlungen.

## Problematik der Listen
Die Auseinandersetzung mit der kommunistischen Vergangenheit in der Tschechoslowakei wurde lange Zeit dadurch behindert, dass viele kompromittierte Archive unter Verschluss gehalten wurden. Im Jahre 1992 veröffentlichte Petr Cibulka diese Verzeichnisse im Internet mit der Ankündigung, die Agenten und Kollaborateure des kommunistischen Regimes seien somit entlarvt. Später wurde eine umfangreiche elektronische Suchfunktion hinzugefügt. Nach Cibulkas Angaben enthalten diese Listen an die 200.000 Personen. Es handle sich um offizielle Listen, die er von David Eleder erhalten habe, der nach 1989 im Innenministerium gearbeitet hatte und später unter ungeklärten Umständen starb.
Die Liste wurde bald zum kontrovers diskutierten Ereignis; zu den Opponenten der Veröffentlichung gehörte auch der damalige Präsident Václav Havel. Es stellte sich heraus, dass die Liste gravierende Fehler aufweist:
- Sie enthielt Namen von Personen mit jeglichem Zusammenhang mit der Geheimpolizei, d. h. auch die Bespitzelten selbst, wie es sich später in einigen Gerichtsverhandlungen zeigte (zu den prominenten angeblichen Kollaborateuren gehörte die seit 1969 im kanadischen Exil lebende Publizistin Zdena Salivarová[5])
- Die Liste war keineswegs vollständig, viele sehr aktive Mitarbeiter waren nicht zu finden; allerdings soll die Behauptung, die Liste sei vollständig, nicht vom Original, sondern von P. Cibulka selber stammen[3]
- Nach und nach wurden viele weitere Beispiele zusammengetragen, wonach die Liste nicht nur fehlerhaft, sondern sogar aktiv manipuliert worden sei.

Insbesondere die Diskussionen über Manipulationen bewegten sich bald in der Nähe von Verschwörungstheorien. So soll Cibulka selber aus der Liste den Namen seiner Mutter entfernt haben. Einige Manipulationen seien entstanden durch Exilkreise in den USA. Diese hätten Server-Gebühren für die Listen bezahlt und mit bolschewistischen Umstürzlern zusammengearbeitet.
Die Zuverlässigkeit der Verzeichnisse wurde auch zum Thema eines Romans der Schriftstellerin Zdena Salivarová, die die Schicksale von etwa einhundert Personen beschrieb, die laut Cibulkas Liste angebliche Kollaborateure gewesen seien.
Die offizielle Liste der Mitarbeiter der StB, die vom Innenministerium im März 2003 freigegeben und veröffentlicht wurde (und ebenfalls nicht als zuverlässig gilt), bezeichnete Cibulka als Betrug; die offiziellen Verzeichnisse von 2003 seien das Machwerk des „Putsches des russischen KGB“ und der „verbündeten tschechoslowakischen Verbrecher“ und durch die „postkommunistischen Geheimdienste des Exils“ manipuliert worden.